# Apatharena
Die Apatharena ist ein kleiner Fluss in Frankreich, der im Département Pyrénées-Atlantiques in der Region Nouvelle-Aquitaine verläuft. Er entspringt im nordwestlichen Gemeindegebiet von Béguios, entwässert generell Richtung Nordnordwest durch das Französische Baskenland und mündet nach rund 17 Kilometern im Gemeindegebiet von Bidache als rechter Nebenfluss in den Lihoury.

## Orte am Fluss
(Reihenfolge in Fließrichtung)
- Isaakenzaharea, Gemeinde Béguios
- Succos, Gemeinde Amorots-Succos
- Bordatoa, Gemeinde Masparraute
- Arraute-Charritte
- Suhigarayborda, Gemeinde Orègue
- Le Moulin Dabadie, Gemeinde Bidache